# 埃斯特韦勒
埃斯特韦勒（法語：Estevelles，法語發音：[ɛstəvɛl]）是法国上法蘭西大區加来海峡省的一个市镇，属于朗斯区。

## 地理
埃斯特韦勒（50°28'31"N, 2°54'28"E）面积2.54 平方千米，位于法国上法蘭西大區加来海峡省，该省份为法国北部沿海省份，西北濒北海，南至索姆省，东临北部省。
与埃斯特韦勒接壤的市镇（或旧市镇、城区）包括：默尔尚、蓬塔旺丹、阿奈、卡尔万。

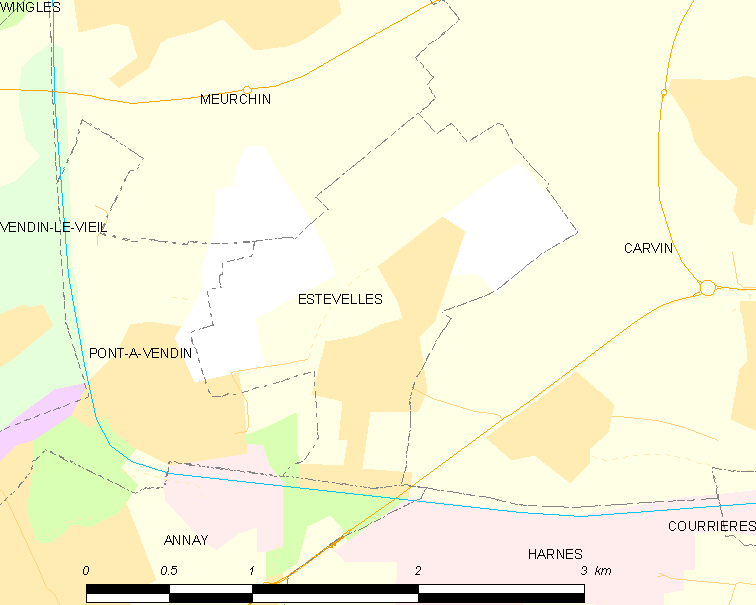
埃斯特韦勒的OSM定位图

埃斯特韦勒的时区为UTC+01:00、UTC+02:00（夏令时）。

## 行政
埃斯特韦勒的邮政编码为62880，INSEE市镇编码为62311。

## 政治
埃斯特韦勒所属的省级选区为万格勒县。

## 人口

1962-2008年间埃斯特韦勒人口变化图示

埃斯特韦勒于2022年1月1日时的人口数量为2002人。